# Sant Fructuós (la Pobla de Segur)
L'església de Sant Fructuós, popularment de Sant Fruitós, és una capella del terme municipal de la Pobla de Segur, a la comarca del Pallars Jussà.
Està situada a lo Pla, la partida d'horts situada a la llera esquerra del Flamisell, al nord-oest de la vila.